# Nemus
Nemus ist eine deutsche Ein-Mann-Extreme-Metal-Band mit Frank Riegler.
Sie hat von 2017 bis einschließlich 2020 drei Alben veröffentlicht – Wald – Mensch bei Sound Age Productions sowie See – Mensch und Stein – Mensch bei Naturmacht Productions. Beim Debütalbum drehte sich „alles um Wald und Wiesen“; das zweite Album war ein Konzeptalbum über ein Mischwesen aus Mensch und Fisch. Auch das dritte Album ist konzeptionell „Mensch plus Element“.

## Name
Auf Deutsch heißt Nemus „Wald, Hain“.

## Rezeption
Bei dem ersten Werk Wald – Mensch kommt totgehört zum Fazit, es sei „durchaus gut“ und werde manchem Hörer Spaß bringen.
Stefan Wolfsbrunn von metal.de sieht See – Mensch als traurige Geschichte aus einem Guss, mit Schwächen im wenig variablen Gesang und Verbesserungspotential, während er vor Stein – Mensch den Hut zieht und es in den Olymp erhebt. Frisch und unverbraucht werde eine spannende Story erzählt.

## Diskografie
- 2017: Wald – Mensch (Sound Age Productions)
- 2018: See – Mensch (Naturmacht Productions)
- 2020: Stein – Mensch (Naturmacht Productions)